# Малинин, Николай (переводчик)
Никола́й Мали́нин — российский переводчик церковной литературы, духовный писатель.
Николай Малинин окончил Московскую духовную академию (в последней четверти XVIII века).
Известен первыми на русском языке переводами «Церковной истории» Евсевия (Москва, 1786), некоторых сочинений блаженного Августина («Зерцало мысленного с Богом собеседования» и пр., М., 1783) и блаженного Феодорита Кирского («Поучительные слова о Промысле» и пр., Мск, 1784).